# AA/DD-modellen
AA/DD-modellen är makroekonomisk modell som är en vidareutveckling av IS/LM-modellen och består av två kurvor som lagts samman. 
AA-linjen är en negativt lutande linje som beskriver kombinationer av växelkurs och BNP då penningmarknaden och valutamarknaden är i jämvikt. Linjen härleds ur valutamarknaden och penningmarknaden. Valutamarknaden utgörs av en efterfrågelinje på inhemsk valuta som bestäms av förväntad avkastning av att inneha valutan (som alltså måste ställas i relation till den förväntade avkastningen på andra valutor för att nå jämviktsefterfrågan), där växelkursen utgör Y-axeln och räntan utgör X-axeln. Penningmarknaden utgörs av en negativ efterfrågelinje på realkapital (L(R,Y) som en funktion av ränta och BNP), ställt mot en vertikal linje motsvarande realkapitalutbudet, Ms/P. (Penningutbud justerat för inhemsk prisnivå). 
DD-linjen är en positivt lutande linje som beskriver kombinationer av växelkurs och BNP då varumarknaden är i jämvikt. Linjen härleds ur den Keynesianska korsmodellen, där BNP (Y) möter aggregerad efterfrågan (AD).